# Achalinus tranganensis
Achalinus tranganensis — вид неотруйних змій родини ксенодермових (Xenodermatidae). Описаний у 2020 році.

## Поширення
Ендемік В'єтнаму. Виявлений у тропічному лісі у карстовому районі на території ландшафтного комплексу Чанган у провінції Ніньбінь на півночі країни.

## Опис
Спина райдужно-червонувата або сірувато-коричнева; нижня сторона голови світло-коричнева; вентральна сторона сірувато-кремова; під хвостом темно-коричневий.